# جوزف پی. کندی دوم
جوزف پاتریک کندی دوم (انگلیسی: Joseph P. Kennedy II؛ زادهٔ ۲۴ سپتامبر ۱۹۵۲) سیاست‌مدار دموکرات و تاجر اهل ایالات متحده آمریکا است.
او پسر رابرت اف. کندی، سناتور سابق ایالات متحده و اتل کندی فعال حقوق بشر، و برادرزاده جان اف. کندی، رئیس‌جمهور سابق ایالات متحده و تد کندی، سناتور سابق ایالات متحده آمریکا است.
کندی از سال ۱۹۸۷ تا ۱۹۹۹ به عنوان یکی از اعضای مجلس نمایندگان ایالات متحده آمریکا از ناحیه هشتم کنگره ماساچوست خدمت کرد.